# Beata Raszczyk
Beata Raszczyk MChR (ur. 8 marca 1969 we Wrocławiu) − polska zakonnica ze Zgromadzenia Misjonarek Chrystusa Króla dla Polonii Zagranicznej, doktor psychologii, psychoterapeuta, adiunkt na Papieskim Wydziale Teologicznym we Wrocławiu.

## Życiorys
Profesję uroczystą złożyła 15 sierpnia 1995 w klasztorze klarysek w Ząbkowicach Śląskich. W latach 2000-2015 sprawowała urząd ksieni w klasztorze Ubogich Sióstr Świętej Klary w Kaliszu. W następnych latach tworzyła wspólnotę sióstr klarysek w Legnicy, a od 2023 r. kontynuuje życie zakonne w Zgromadzeniu Misjonarek Chrystusa Króla w Poznaniu.

## Stopnie naukowe
- 1996: Magister psychologii, Katolicki Uniwersytet Lubelski, Lublin, na podstawie pracy: Kryzysy w życiu sióstr klasztorów klauzurowych.
- 2000: Doktor nauk humanistycznych w zakresie psychologii, Katolicki Uniwersytet Lubelski, Lublin, na podstawie pracy: Analiza psychologiczna sensu cierpienia doświadczanego w sytuacjach granicznych, pod kierunkiem prof. dr hab. Zenomeny Płużek.

## Studia i uprawnienia
- 1995: Staż z psychologii klinicznej, Penrhos Home, Wielka Brytania (jeden miesiąc).
- 1997: Kurs podstawowy z zakresu opieki paliatywnej, organizowany przez Komisję Kształcenia Dolnośląskiej Izby Lekarskiej przy Dolnośląskim Centrum Onkologii, Wrocław; uzyskanie uprawnień do badań psycho-onkologicznych.
- 1998: Studium psychologii, Seton Hall University] of Jersey City, Stany Zjednoczone Ameryki (jeden semestr).
- 2005-2008: Kurs psychoterapii, Instytut Psychiatrii i Neurologii, Warszawa.
- 2010: Badania naukowe z zakresu psychologii osobowości i zaburzeń suicydologicznych, Jōchi Daigaku, ang. Sophia University, Tokio, Japonia (jeden miesiąc: maj).

## Program własny
- 2010: Teologiczny profil kształcenia w ramach studiów psychologicznych I stopnia, Poznań.

## Dydaktyka
- 2001-2014: Wykłady z psychologii rozwojowej i osobowości, medycyny pastoralnej i psychologii pastoralnej, Wyższe Seminarium Duchowne, Kalisz, afiliowane do Uniwersytetu im. Adama Mickiewicza w Poznaniu.
- Od 2001: Wykłady okolicznościowe, prelekcje i sympozja naukowe.
- Od 2021: Wykłady z psychologii rozwojowej i teorii osobowości na Podyplomowym Studium Katechetycznym, Legnica.
- Od 2023: Wykłady z zakresu psychologii na Papieskim Wydziale Teologicznym, Wrocław.

## Praktyka psychologiczna
- 1996-2010: Badania osobowości w seminariach duchownych i nowicjatach zakonnych.
- Od 2008: Indywidualna terapia psychologiczna w zakresie zaburzeń osobowości.
- 2019: Pomoc psychologiczna w czasie pandemii Covid-19 (wolontariuszka), ZOL, Jelenia Góra, oraz Oddział Zakaźny w Wojewódzkim Szpitalu Specjalistycznym im. J. Gromkowskiego, Wrocław.

## Ekspertyzy i publikacje
- Ekspertyzy psychologiczne kandydatów na ołtarze, współpraca z Dykasterią Spraw Kanonizacyjnych.
- Artykuły naukowe z zakresu psychologii i duchowości (ORCID 0009-0008-6731-5441).